# Circus Gai et Neronis

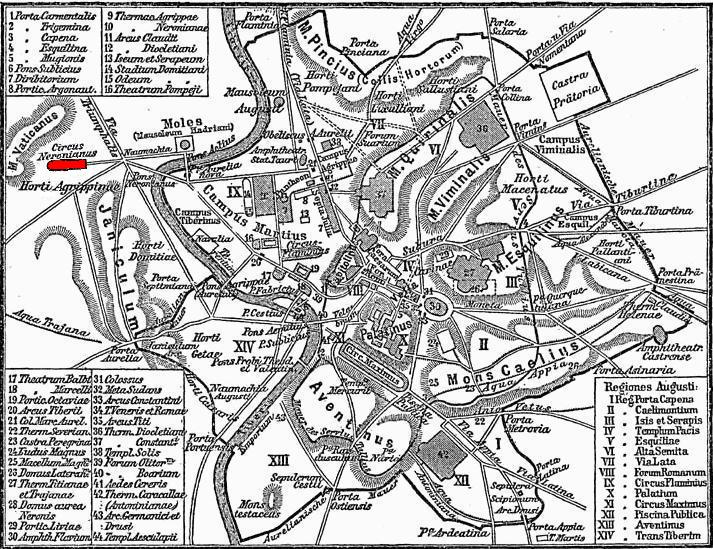
Der Circus Gai et Neronis (rot) ist auf einer Karte von 1888 verzeichnet.

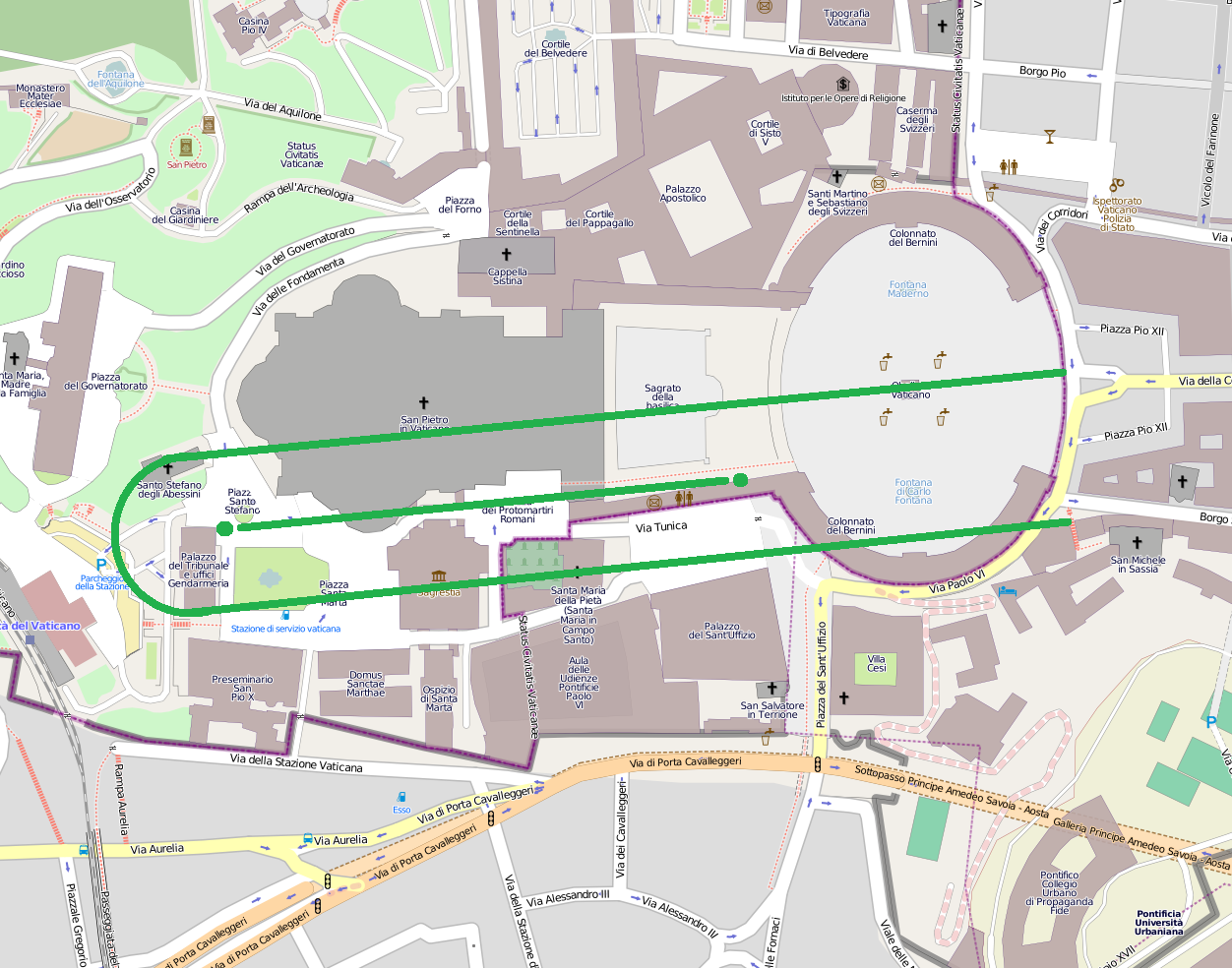
Ungefähre Lage des Circus heute

Der Circus Gai et Neronis (auch circus Vaticanus) war eine Spielstätte auf dem Vatikanischen Feld (ager Vaticanus) im antiken Rom.
Als Stifter des Circus gelten die Kaiser Caligula, Claudius und Nero, wobei die Anlage erst in neronischer Zeit vollendet wurde. Bereits Caligula veranstaltete auf dem Vatikanischen Feld Zirkusspiele, ließ den vatikanischen Obelisken auf einem speziell für diesen Anlass konstruierten Schiff von Alexandria nach Rom bringen und auf der Spina, der mittleren Trennmauer der Rennbahn, aufstellen. Die Tradition der Zirkusspiele an diesem Ort soll Claudius möglicherweise fortgeführt haben. Die erhaltenen Befunde, die unter Petersdom und Petersplatz nachgewiesen werden konnten, weisen auf Claudius und insbesondere Nero als Auftraggeber eines monumentalen Ausbaus der Spielstätte hin. Reste der Außenmauer und Spuren der Spina sind vorhanden. Nachgewiesen wurde von der Außenmauer ein 17,80 m langer, 3,23 m hoher und 1,5 m breiter Abschnitt aus opus latericium. Die Spina, zumindest Einzelmonumente mit der Funktion einer Spina, ist ebenfalls nachgewiesen. Castagnoli folgert daraus, dass der circus Gai et Neronis Monumentalausmaße von 300 bis 560 m Länge und 85 m Breite aufgewiesen haben dürfte. Eine langfristige Nutzung des Circus wird nicht für wahrscheinlich gehalten, da bereits im 2. Jahrhundert n. Chr. verschiedene Nekropolen eingerichtet wurden, die gegen eine Fortverwendung des Circus sprechen.
Der von Plinius überlieferte Name circus Gai et Neronis, von ihm auch circus Vaticanus genannt, geht wohl darauf zurück, dass Caligula, dessen eigentlicher Name Gaius war, an diesem Ort als erster Spiele veranstaltete und Nero der Anlage eine monumentale Form gab. Von Claudius und Nero ist bekannt, dass sie auch persönlich an Wagenrennen teilgenommen haben.
Vom Marsfeld gelangte man über die vada Tarenti zum Circus im ager Vaticanus.